# 5664 Eugster
5664 Eugster è un asteroide della fascia principale. Scoperto nel 1981, presenta un'orbita caratterizzata da un semiasse maggiore pari a 2,3672693 UA e da un'eccentricità di 0,1382786, inclinata di 5,85193° rispetto all'eclittica.